# サマーセット狂詩曲
『サマーセット狂詩曲』（サマーセットきょうしきょく、A Somerset Rhapsody）作品21-2は、グスターヴ・ホルストが1906年に作曲した管弦楽曲。
イングランドのサマセット地方の旋律を素材に用いた狂詩曲であり、1906年に民謡収集家のセシル・シャープの提案で作曲された。ホルストがはじめてイギリス民謡の影響によって作曲した曲である。

## 作曲の経緯
ホルストははじめリヒャルト・ワーグナーに影響された作品を書いていたが、1900年ごろからヴォーン・ウィリアムズの影響によって単純なイギリス民謡に興味を示すようになった。
1906年に作曲されて翌年改訂された作品21の2つの作品『サマーセット狂詩曲』と『西の歌』(Songs of the West)の2曲はいずれもセシル・シャープの示唆によって書かれ、彼に献呈された。ただし『西の歌』はセシル・シャープの採集した曲ではなく、セイバイン・ベアリング＝グールド他によって採集された同名のデヴォンおよびコーンウォール地方の民謡集にもとづいている。両者はひとつの『2つの民謡選集』(Two Selections of Folk Songs)作品21として1906年2月に初演されたが、改訂時に現在のように2つの曲に分けられた:14。
1910年4月にロンドンのクイーンズ・ホールで、エドワード・メイソン指揮の新交響楽団(New Symphony Orchestra)によって初演された。ホルストはこの曲を自分にとって「最初の本当の成功」と考えていた:19。
スコアは遅れて1927年にブージー・アンド・ホークスから出版された。

## 楽器構成
フルート2、オーボエ2、クラリネット2、ファゴット2、ホルン4、トランペット2、トロンボーン3、チューバ1、ティンパニ、打楽器（シンバル、トライアングル、大太鼓）、弦5部。

## 内容
セシル・シャープの採譜したサマセット民謡から「羊の毛刈りの歌」(Sheep-shearing Song)、「恋人との別れ」(The True Lover's Farewell)、「高地ドイツ」(High Germany)、「カッコウ」(The Cuckoo)の4旋律が用いられている。
曲はオーボエソロで静かに始まり（Sheep-shearing Song、楽譜には「可能ならオーボエ・ダモーレを使用すること」と記されている）、やがて遠くから軍楽が響き始めて行進曲となり（High Germany）、これが途中に「The True Lover's Farewell」を差しはさんで盛り上がっていく。最高潮に達すると「The Cuckoo」の旋律が出現する。ふたたび「The True Lover's Farewell」が出現して曲は沈静化する。最初の「Sheep-shearing Song」が出現し、静かに消えるように終わる。

## 編曲
第三者による吹奏楽用の編曲がある。